# Dùn Caan
Dùn Caan är ett berg i Storbritannien.   Det ligger i kommunen Highland och riksdelen Skottland, i den nordvästra delen av landet, 700 km nordväst om huvudstaden London. Toppen på Dùn Caan är 418 meter över havet. Dùn Caan ligger på ön Isle of Raasay.
Terrängen runt Dùn Caan är lite kuperad. Havet är nära Dùn Caan åt nordost.